# براووایلر (راینلاند-فالتس)
براووایلر (به آلمانی: Brauweiler) یک شهر در آلمان است که در باد کرویتسناخ واقع شده‌است.